# 福與正治
福與 正治（ふくよ まさはる、1913年3月2日 - 1995年9月3日）は日本の英文学者。成蹊大学名誉教授。長野県下伊那郡上久堅村（現・飯田市）出身。

## 経歴
- 旧制松本中学卒業
- 1936年 - 東京帝国大学文学部英文学科卒業
- 1941年 - 明治学院高等部教授
- 1946年 - 旧制成蹊高等学校教授
- 1953年 - 成蹊大学教授
- 1964年 - 同大学図書館長を兼任
- 1969年 - 文学部長
- 1974年 - 学長
- 1981年 - 名誉教授

編著に『英文法辞典』（培風社）、訳書に『天路歴程 研究社新訳注双書』（研究社）などがある。

## 参照
- 「現代物故者事典 1994-1996」日外アソシエーツ